# Первопашенськ
Первопа́шенськ (рос. Первопашенск) — селище у складі Асінівського району Томської області, Росія. Входить до складу Батуринського сільського поселення.
Старі назви — Кайлушка, Первопашинськ.

## Населення
Населення — 170 осіб (2010; 216 у 2002).
Національний склад (станом на 2002 рік):
- росіяни — 94 %